# Oszkár Abay-Nemes
Oszkár Abay-Nemes (22 settembre 1913 – 30 gennaio 1959) è stato un nuotatore ungherese.
Specializzato nello stile libero ha vinto la medaglia di bronzo nella staffetta 4x200 m sl alle Olimpiadi di Berlino 1936.

## Palmarès
- Olimpiadi

Berlino 1936: bronzo nella staffetta 4x200 m sl.